# Mark Coyle
Mark Coyle (...) è un produttore discografico britannico, noto per il suo lavoro con gli Oasis.
Durante gli anni ottanta, Coyle ha lavorato come tecnico del suono per molte band di Manchester, tra cui gli Stone Roses e Happy Mondays. Coyle è stato un amico di Noel Gallagher per molti anni, dopo averlo incontrato quando lavora ancora come roadie per gli Inspiral Carpets verso la fine degli anno '80. Lui e Gallagher hanno anche scritto e registrato musica dance insieme durante questo periodo. Quando Noel è entrato nella band del fratello minore Liam, gli Oasis, Coyle è stato presentato come tecnico del suono, ruolo che tenne fino al 1995.
Ha inoltre prodotto la maggior parte delle canzoni dell'album di debutto degli Oasis, Definitely Maybe. Si ritirò dal lavorare con loro per funzioni di produzione a causa di problemi di udito.